# Francesco Ginanni (naturalista)
Francesco Ginanni (Ravenna, 13 dicembre 1716 – Ravenna, 8 marzo 1766) è stato un naturalista, biologo e botanico italiano.

## Biografia
Ginanni iniziò la sua educazione cavalleresca a Parma presso la corte di Antonio Farnese che però abbandonò presto per mancanza di interesse. Venne preso sotto l’ala protettiva della vedova farnese Enrichetta d'Este che lo portò con sé presso la corte di Piacenza e lo fece iniziare agli studi di matematica dal gesuita Jacopo Belgrado.
Proseguì gli studi a Modena dove conobbe Ludovico Antonio Muratori e iniziò ad applicare le sue conoscenze partecipando alla vita delle accademie romagnole.
Si occupò della pubblicazione postuma delle opere naturalistiche dello zio Giuseppe Ginanni, Tomo primo nel quale si contengono centoquattordici piante che vegetano nel mare Adriatico (1755) e Tomo secondo nel quale si contengono testacei marittimi, paludosi e terrestri dell'Adriatico, e del territorio di Ravenna (1757).
Pubblicò Le malattie del grano in erba (Pesaro, 1759) sulla fitopatia del grano. Con questo volume egli dimostrò che la sua conoscenza della botanica e dell'entomologia era al passo con gli studi del tempo.
Continuò per tutta la vita a studiare il patrimonio naturalistico, raccogliendo materiale sulle piante e gli animali delle campagne del territorio di Ravenna. Tra le sue opere più importanti, l’Istoria civile e naturale delle pinete ravennati, pubblicata a Roma nel 1774, solo dopo la sua morte.

## Opere
- Istoria civile e naturale delle pinete ravennati, Roma, Giovanni Generoso Salomoni, 1774.